# Анджей Фрич Моджевски
Анджей Фрич Моджевски (на полски: Andrzej Frycz Modrzewski; на латински: Andreas Fricius Modrevius) е полски ренесансов писател, теолог и политик, кралски секретар (sekretarz królewski).

## Биография
Анджей Моджевски е роден на 20 септември 1503 в град Волбож, близо до Пьотърков Трибуналски, в семейството на Якуб Моджевски. Учи в Ягелонския университет в периода 1517 – 1519, след което продължава с обучението си във Витенберг. Там той е повлиян от реформаторските идеи. След 1522 година работи в канцеларията на архиепископ Ян Ласки, примас на Полша. От 1547 година е секретар на Зугмунт Август. През 1560 година се жени за Ядвига Каменска, която му ражда три деца. Умира през 1572 година.

## Творчество
- Commentariorum de Republica emendada libri quinque
  - De moribus (O obyczajach)
  - De legibus (O prawach)
  - De bello (O wojnie)
  - De Ecclesia (O Kościele)
  - De schola (O szkole)
- Lascius, sive de poena homicidii (Łaski, czyli o karze za mężobójstwo, Краков, 1543 г.)
- Oratio Philalethis peripatetici (1545 г.)

## Юлиан Кшижановски – История на полската литература
Моджевски /ок. 1503 -1572/, един от най-знаменитите обществени мислители през XVI век в Полша, а може би и в цяла Европа. Кмет във Волбуж, човек със солидно хуманитарно образование, повече правист, отколкото философ, дворянин и близък на магнатския род Ласки, приятел на прочутия реформатор Ян Ласки, най-после кралски секретар, Фрич е един от най-радикалните борци за прогрес и още с първото си произведение предизвиква антипатията на някои среди. През 1543 г. отпечатва в Краков четири трактата „De poena homicidii“, относно наказанието за извършване на убийство, което е едно за благородника, друго за плебея, едно за благородническата, друго за плебейската глава. Като отхвърля тези изкуствени различия, Фрич настоява за единен наказателен кодекс за всички убийци. Това искане, изпреварващо реформата на европейското правосъдие с цели две столетия, е само част от широката програма, опряна на добре премислени религиозно-философски възгледи, които Фрич подробно излага в големия трактат „Commentarii de Republica emendanda“ /1551 – 1554/, отпечатан в Краков в осакатен вид, тъй като разделите за църквата и училището трябвало да бъдат изоставени по цензурни причини. Авторът не третира въпроса за полската държава, макар че нейното познаване му служи за изходна точка. Следвайки примера на античните образци, мислителят рисува образа на идеалната раннокапиталистическа държава и на нейните нужди в областта на обичаите, правото, военната организация, църквата и училището. Макар че се ръководи от присъщия на хуманизма идеал за съвършеното и всестранно развитие на личността, той разбира прекрасно потребностите на обществения живот, изразени в държавната организация. В резултат на това се обявява за обуздаване на индивидуалистичните претенции за сметка на добре разбраното общо благо. И именно тази строгост, която идва от познаването на полските отношения с тяхната шляхтишка анархия, довежда Фрич до върховете на неговата мисъл, които той никога не разкрива докрай. Става дума за безспорното убеждение на писателя, че всички хора са равни пред закона, макар че този възглед той не може да формулира явно. Защо е така, обяснява най-видният френски мислител от следващото поколение, Жан Боден, който, схванал идеите на Фрич, отгатвайки мислите му, казва за него: „по-голям абсурд не би могъл да напише онзи, който иска да формира законите и обичаите на своята република“. Това несъмнено обяснява защо Фрич се въздържа да формулира политико-обществените си възгледи, с това се обяснява и фактът, че неразбран от своите и отблъснат от чуждите, той е също така самотен, както в областта на физиката и астрономията е самотен Коперник, чието преломно дело по странно съвпадение излиза в същата 1534 г., когато реформаторът на „моралния ред“ Фрич Моджевски издава трактатите си. Идеите на Моджевски, засягащи между другото такива въпроси, които днес бихме нарекли обществени осигуровки или грижи за старците и държавно образование, срещат постоянен отпор, при това не само от религиозен характер. Ако полските католици го преследват в страната, то съидейниците калвинисти му пречат в Швейцария, когато Опориний се опитва да организира в Базел отпечатването на неговите събрани съчинения, между които и пълното издание на „Commentarii de Republica emendanda“. В резултат на всичко това Фрич окончателно преминава в обществото на полските ариани, които години след неговата смърт публикуват трактатите му, посветени на въпросите от областта на догматиката. В Швейцария не искат да отпечатат тези произведения, защото в тях се засягат приоритетът на папата, първородният грях, предопределението и преди всичко същината на Христос /Silvae guatuor, 1590/. Победата на контрареформацията в Полша става причина Фрич Моджевски да остане неизвестен писател, въпреки че произведението му „За реформиране на републиката“, преведено от Циприан Базилик /1577/, излиза след смъртта на автора и бива преиздадено през 1770 г. Едва днес значението на Фрич е оценено по достойнство и са издадени критично подбрани негови произведения в латински оригинал /Opera omnia, т. I – V, 1953 -1960, изд. К. Куманецки/ и в добър полски превод /„Събрани съчинения“, т. I – V, 1953 – 1959/.